# Ladies in Black Aachen
Das Team der Ladies in Black Aachen ist die Volleyball-Bundesligamannschaft des Post-Telekom-Sportvereins 1925 Aachen e. V. Bis zum Ende der Saison 2012/13 spielten die Frauen bei Alemannia Aachen. Anschließend wechselten alle Volleyball-Mannschaften von der Alemannia zum PTSV. Die Ladies in Black erhielten diesen Namen wegen ihrer schwarzen Trikots und führen ihn seit 2013 als offiziellen Namen.

## Bundesliga-Mannschaft
Die Mannschaft für die Saison 2025/26 besteht aus folgenden Spielerinnen:
| Name                  | Nr. | Nation      | Größe  | Geburtsdatum  | Position | im Verein seit | Vertrag bis |
| --------------------- | --- | ----------- | ------ | ------------- | -------- | -------------- | ----------- |
| Sophia Fallah         | 15  | Deutschland | 1,90 m | 23. Nov. 2004 | MB       | 2023           | 2026        |
| Hanna Freiynfeldova   |     | Deutschland | 1,90 m | 4. Apr. 2006  | D        | 2025           | 2026        |
| Corina Glaab          |     | Deutschland | 1,79 m | 25. Mai 2000  | Z        | 2025           | 2026        |
| Zwetelina Iliewa      |     | Bulgarien   | 1,80 m | 8. Sep. 2001  | AA       | 2025           | 2026        |
| Celine Jebens         |     | Deutschland | 1,90 m | 5. Jan. 2004  | D        | 2025           | 2026        |
| Kacey Jost            | 17  | Kanada      | 1,73 m | 15. Feb. 2000 | L        | 2024           | 2026        |
| Zoi Mavrommatis López |     | Spanien     | 1,83 m | 9. Aug. 2005  | AA       | 2025           | 2026        |
| Sindi Mico            |     | Schweiz     | 1,85 m | 21. Apr. 2004 | AA       | 2025           | 2026        |
| Milica Miljkovic      |     | Serbien     | 1,73 m | 3. Feb. 2005  | L        | 2025           | 2026        |
| Karmena Struka        |     | Lettland    | 1,88 m | 18. Apr. 2007 | MB       | 2025           | 2026        |
| Marit Zander          |     | Niederlande | 1,80 m | 11. Feb. 2005 | Z        | 2025           | 2026        |

Positionen: AA = Annahme/Außen, D = Diagonal, L = Libera, MB = Mittelblock, Z = Zuspiel
| Neuzugänge 2025       | Neuzugänge 2025        | Abgänge 2025        | Abgänge 2025       |
| Spielerin             | bisheriger Verein      | Spielerin           | neuer Verein       |
| --------------------- | ---------------------- | ------------------- | ------------------ |
| Hanna Freiynfeldova   | Schweriner SC II       | Meghan Barthel      | ESA Grimma Volleys |
| Corina Glaab          | Terville Florange OC   | Serena Bruin        | unbekannt          |
| Zwetelina Iliewa      | Çanakkale Belediyespor | Luisa Keller        | unbekannt          |
| Celine Jebens         | 1. VC Wiesbaden        | Hyke Lyklema        | unbekannt          |
| Zoi Mavrommatis López | Avarca de Menorca      | Cara McKenzie       | CD Heidelberg      |
| Sindi Mico            | Neuchâtel UC           | Jelena Novaković    | unbekannt          |
| Milica Miljkovic      | SV Lohhof              | Jasmine Rivest      | FC Porto           |
| Karmena Struka        | RSU/MSĢ Riga           | Susan Schut         | unbekannt          |
| Marit Zander          | Apollo 8 Borne         | Nicole van de Vosse | unbekannt          |

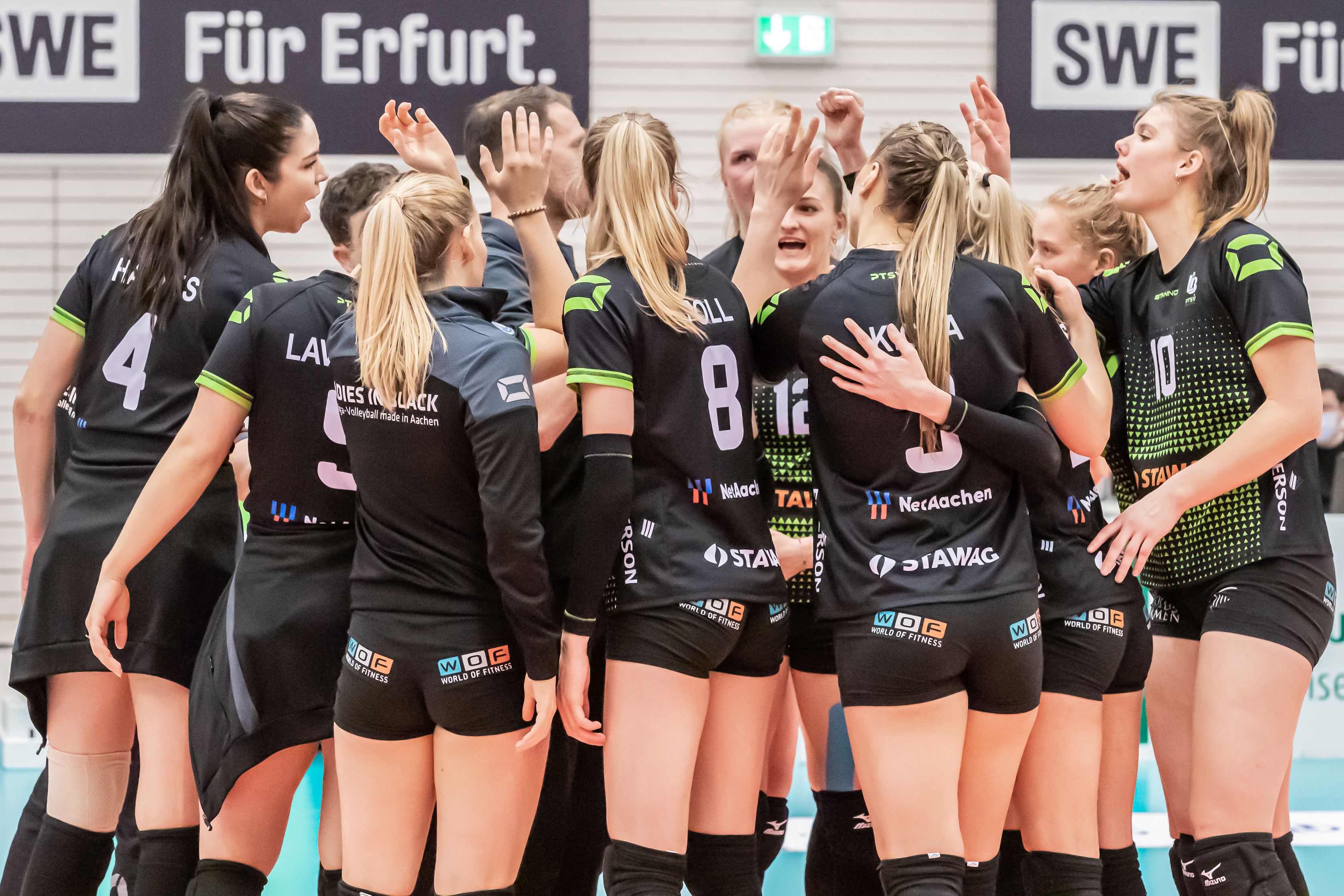
Die Mannschaft beim Spiel in Erfurt im Februar 2021

Cheftrainerin ist seit 2023 Mareike Hindriksen. Ihr Assistent ist Felix Jülicher. Als Scout arbeitet Christian Moor. Um die medizinische Versorgung kümmern sich der Mannschaftsarzt Michael Neuss und die Physiotherapeuten Stefan Braunsdorf und Johannes Quandel in Zusammenarbeit mit dem Bethlehem Gesundheitszentrum Stolberg.

## Geschichte
Die Volleyball-Abteilung von Alemannia Aachen wurde 1960 gegründet. Ihre Männermannschaft, die in den letzten Spielzeiten in der 3. Liga West antrat, wurde 1961 Deutscher Meister. Seit der Saison 2008/09 ist die erste Frauenmannschaft in der Bundesliga vertreten.

### Saison 2003/04 bis 2007/08 – Zeit in der Zweiten Liga und Aufstieg
Seit der Saison 2003/04 spielte die Alemannia in der zweiten Bundesliga Nord. Sie schloss diese Saison mit dem siebten Rang ab. Diesen Platz konnte sie im folgenden Jahr bestätigen. Im DVV-Pokal unterlag das Team im Achtelfinale dem Bundesligisten VfB 91 Suhl.
Für die Saison 2005/06 konnten mit der Niederländerin Janneke Ernste, Sarah Wolnizki aus Leverkusen und Kasia Trojan aus der eigenen 2. Mannschaft drei neue Spielerinnen verpflichtet werden. Verlassen hatten die Mannschaft Ilka Semmler (Studium in Berlin), Urte Podzuweit (Karriereende), Julia Krumbeck (Beachvolleyball), Moni Koch und Martha Archontoglou (beide 2. Mannschaft). Aus dem letztjährigen Kader geblieben waren Audrey Hervel, Tania van den Berghen, Esther Stahl, Lis Zernickow, Kristina Fuhrmann, Yvonne Altenhof und Bina Rollersbroich. Auch in der Saison 2005/06 belegte Aachen in der zweiten Bundesliga Nord den siebten Platz.
Die Neuzugänge der Saison 2006/07 waren Cecile Casin, Marjorie Pirenne, Diana Berkemeyer und Stefanie Hüttermann. Im Kader geblieben waren Rollersbroich, Stahl, Hervel, Flemig, Sarah Wolnizki und Zernickow. Die Aachener belegten in der Saison 2006/07 den dritten Platz in der zweiten Bundesliga Nord.
In der Saison 2007/08 konnten außer der Zuspielerin Hervel (nach Belgien zu Datovoc Tongeren) alle Spielerinnen gehalten werden. Hinzu kamen die Zuspielerin Hindriksen vom Ligakonkurrenten SCU Emlichheim, die US-amerikanische Außenangreiferin Lauren Goins und Mittelblockerin Alexandra Preiß vom Erstligisten Bayer Leverkusen. Nach fünf Jahren in der Zweiten Liga Nord schafften die Aachenerinnen in dieser Saison mit einer Serie von 17 Siegen in Folge und nur einem verlorenen Spiel den Aufstieg in die erste Bundesliga. Im Achtelfinale des DVV-Pokals unterlagen sie gegen VC Wiesbaden mit 0:3.

### Saison 2008/09 bis heute – Erste Bundesliga
Der Kader der Saison 2008/09 für die erste Bundesliga bestand aus 13 Spielerinnen. Nach dem Aufstieg verließen sechs Spielerinnen, darunter das Beachvolleyball-Duo Flemig/Hüttermann, den Verein. Verpflichten konnte man Jennifer Schräder vom USC Münster II, Malgorzata Plebanek aus Polen, Anna Rönnbäck von Evreux Volley-Ball, Matilda Wikander von AEL Limassol, Jana Franziska Poll von SCU Emlichheim, Maren Cloot und Margit Klauza.
Reinhard Strauch übernahm im März als Interimstrainer zunächst die Aufgaben von Luc Humblet. Im April übernahm Stefan Falter den Posten des Co-Trainers und wurde als Chef-Trainer für die nächste Saison verpflichtet.
Die Alemannia konnte im ersten Jahr in der ersten Bundesliga den Klassenerhalt mit dem 13. Platz sichern. Im DVV-Pokal schied der Aufsteiger im Achtelfinale beim TSV Sonthofen mit 1:3 aus.
Der Kader der Erstligamannschaft der Saison 2009/10 bestand aus 13 Spielerinnen. Goins beendete ihre Karriere und Zernickow wechselten in die zweite Mannschaft, Plebanek verließ den Verein.
Neu verpflichtet wurden Anika Brinkmann von USC Münster, Kira Walkenhorst von Bayer 04 Leverkusen, Brynn Maurer vom Regionalligisten TV Villingen, Laura Feldmann von RC Sorpesee und Christina Speer aus USA. Während der Saison kam noch Rita Liliom von La Rochette Volley zum Team. Das Team belegte in der Bundesliga den zwölften Platz. Im DVV-Pokal scheiterte die Alemannia im Qualifikationsspiel beim SC Potsdam.
In der Bundesliga-Saison 2010/11 trat die Alemannia mit zehn Spielerinnen an. Aachen musste in dieser Saison auf Schräder (wechselte in die zweite Mannschaft) und Hindriksen (wechselte zum VfB 91 Suhl) verzichten. Preiß beendete ihre aktive Karriere und auch Stahl, die seit 2001 bei der Alemannia aktiv war, verlängerte ihren Vertrag nicht. Verpflichten konnte man Ciara Michel, Karolína Bednářová, Michaela Balej (von Heutink Pollux) und Lucy Wicks (von Quimper Volley). In der Bundesliga belegten die Aachener am Ende der Saison den neunten Platz. Im DVV-Pokal schaffte man mit einem 3:0-Sieg beim SV Sinsheim die Qualifikation für das Achtelfinale. Nach einem neuerlichen 3:0-Erfolg im Achtelfinale beim Zweitligisten SG Rotation Prenzlauer Berg schied man im Viertelfinale mit 0:3 gegen den TSV Sonthofen aus. Dennoch war das Erreichen des Viertelfinales der größte Erfolg der Vereinsgeschichte in diesem Wettbewerb.
In der folgenden Saison bestand das Team elf Spielerinnen. Neuzugänge waren die Nationalspielerin Angelina Grün, neben Anke Borowikow (vom VC Wiesbaden), der ungarischen Nationalspielerin Barbara Dégi (aus Köniz/Schweiz), Simone Legerstee (von VT Aurubis Hamburg), Karen Lißon (vom VCO Dresden) und Linda Büsscher (vom SCU Emlichheim). Im Team geblieben waren die britischen Nationalspielerinnen Wicks und Michel, Poll, Feldmann und Kapitän Bednářová. Gewechselt hatten Speer (zum VfB Suhl), die ungarische Nationalspielerin Liliom (Mielec, Polen), Balej, Wolnizki (Studium, FC Junkersdorf) und Walkenhorst (Beachvolleyballkarriere, SG FdG Herne). Die Bundesliga-Saison 2011/12 schloss Aachen mit dem zehnten Platz ab. Im DVV-Pokal unterlag Aachen im Achtelfinale beim USC Münster mit 0:3.
In der Saison 2012/13 bestand das Team aus elf Spielerinnen. Die Mannschaft haben Amanda Dowdy, Büsscher, Feldmann, Michel, Poll und Legerstee verlassen. Verpflichten konnte man Karine Muijlwijk, Laura Weihenmaier, Kimika Rozier, Nikolina Kovačič, Angie Bland und Paulina Biranowska. Als Elfter der Bundesliga-Saison konnte die Mannschaft den Abstieg nur wegen fehlender Aufsteiger vermeiden. Im DVV-Pokal unterlag Aachen im Viertelfinale mit 2:3 gegen Wiesbaden.
Nach dem Wechsel zum PTSV Aachen erlebten die Ladies in Black 2013/14 mit einem fast komplett neuen Kader die bislang erfolgreichste Saison ihrer Vereinsgeschichte. Im DVV-Pokal unterlag die Mannschaft dem späteren Pokalsieger Rote Raben Vilsbiburg im Viertelfinale erst mit 16:18 im Tiebreak. In der Bundesliga erreichte Aachen erstmals überhaupt die Play-offs. Im Halbfinale gelang dem Team der erste Heimsieg der Geschichte gegen den neuen Meister Dresdner SC, der sich erst nach drei Duellen durchsetzen konnte.
In der Bundesliga-Saison 2014/15 qualifizierten sich die Ladies in Black erneut für die Playoffs und belegten am Ende den sechsten Rang. Im DVV-Pokal kamen sie nach Siegen gegen die zweite Mannschaft von Allianz MTV Stuttgart, gegen VT Aurubis Hamburg und gegen Titelverteidiger Rote Raben Vilsbiburg erstmals ins Finale. Das Endspiel im Gerry-Weber-Stadion verloren sie gegen den Bundesliga-Konkurrenten Stuttgart erst im Tiebreak. In der Saison 2015/16 unterlagen die Aachenerinnen in den Pre-Playoffs der Bundesliga dem SC Potsdam. Im DVV-Pokal 2015/16 erreichten sie hingegen das Halbfinale, in dem sich der Dresdner SC durchsetzte.
Nachdem bereits während der Saison 2015/16 finanzielle Probleme aufgetreten waren, stellten die Ladies in Black am 8. April 2016 einen Insolvenzantrag. Am 1. Juni gab der Verein bekannt, dass die Mannschaft weiterhin in der Bundesliga spielen kann. Wegen des Insolvenzantrags musste die Mannschaft komplett neu aufgestellt werden. In der Saison 2016/17 mussten sich die Ladies in Black im Pokal-Viertelfinale gegen Potsdam geschlagen geben. In der Bundesliga erreichten sie als Tabellenachter der Hauptrunde das Playoff-Viertelfinale, wobei das Heimspiel wegen Auflagen der Liga in der Steengoed Arena im belgischen Maaseik stattfand. Letztlich setzte sich der Schweriner SC durch. Im DVV-Pokal 2017/18 schieden die Ladies in Black im Achtelfinale bei Allianz MTV Stuttgart aus. Gegen denselben Gegner verloren sie auch das Playoff-Halbfinale, nachdem sie die Bundesliga-Saison als Tabellenfünfter abgeschlossen und sich im Viertelfinale gegen den 1. VC Wiesbaden durchgesetzt hatten. Zur Saison 2018/19 konnten sich die Ladies in Black auf den 6. Platz der Volleyball-Bundesliga spielen und besiegten im Viertelfinale der Playoffs sensationell den Dresdner SC. Gegen Allianz MTV Stuttgart war wie im Vorjahr allerdings Endstation und man konnte sich nur schwer behaupten.
Die Ladies in Black müssen zur Saison 2020/21 vorübergehend in eine neue Spielstätte außerhalb der Stadt umziehen, da die Sporthalle Neuköllner Straße aufgrund eines undichten Dachs saniert werden muss und keine andere Halle in Aachen geeignet ist. Die Ladies in Black werden voraussichtlich in die Arena Kreis Düren, die Spielstätte des Männer-Bundesligisten SWD Powervolleys Düren ausweichen.

## Europapokal (CEV Challenge Cup)
In der Saison 2017/18 schafften es die Ladies in Black durch einen 3. Platz in der Bundesliga sich für den Europapokal zu qualifizieren. In Aachen nahm man diese Einladung dann auch an. Für die Saison 2018/19 nahmen sie diese Chance ebenfalls an und starteten im CEV Challenge Cup mit einem Freilos. Danach ging es nach Portugal, genauer gesagt nach Familiçao. Dort gewannen sie das erste Spiel mit 3:0 und besiegten auch im Rückspiel die portugiesische Mannschaft mit 3:2. Im 1/8 Finale ging es dann nach Slowenien zu Calcit Volley Kamnik, wo man allerdings eine Niederlage hinnehmen musste. Im Rückspiel reichte es dann ganz knapp nicht für das 1/4 Finale, obwohl man die slowenische Mannschaft im Tiebreak bezwingen konnte. In dieser Saison konnte man sich allerdings erneut durch einen 3. Platz in der Volleyball-Bundesliga für den Challenge Cup qualifizieren und diese Einladung und zugleich Herausforderung wurde dementsprechend erneut angenommen.